# Astraptes alardus
Astraptes alardus är en fjärilsart som beskrevs av Stoll 1790. Astraptes alardus ingår i släktet Astraptes och familjen tjockhuvuden. Inga underarter finns listade i Catalogue of Life.

## Bildgalleri

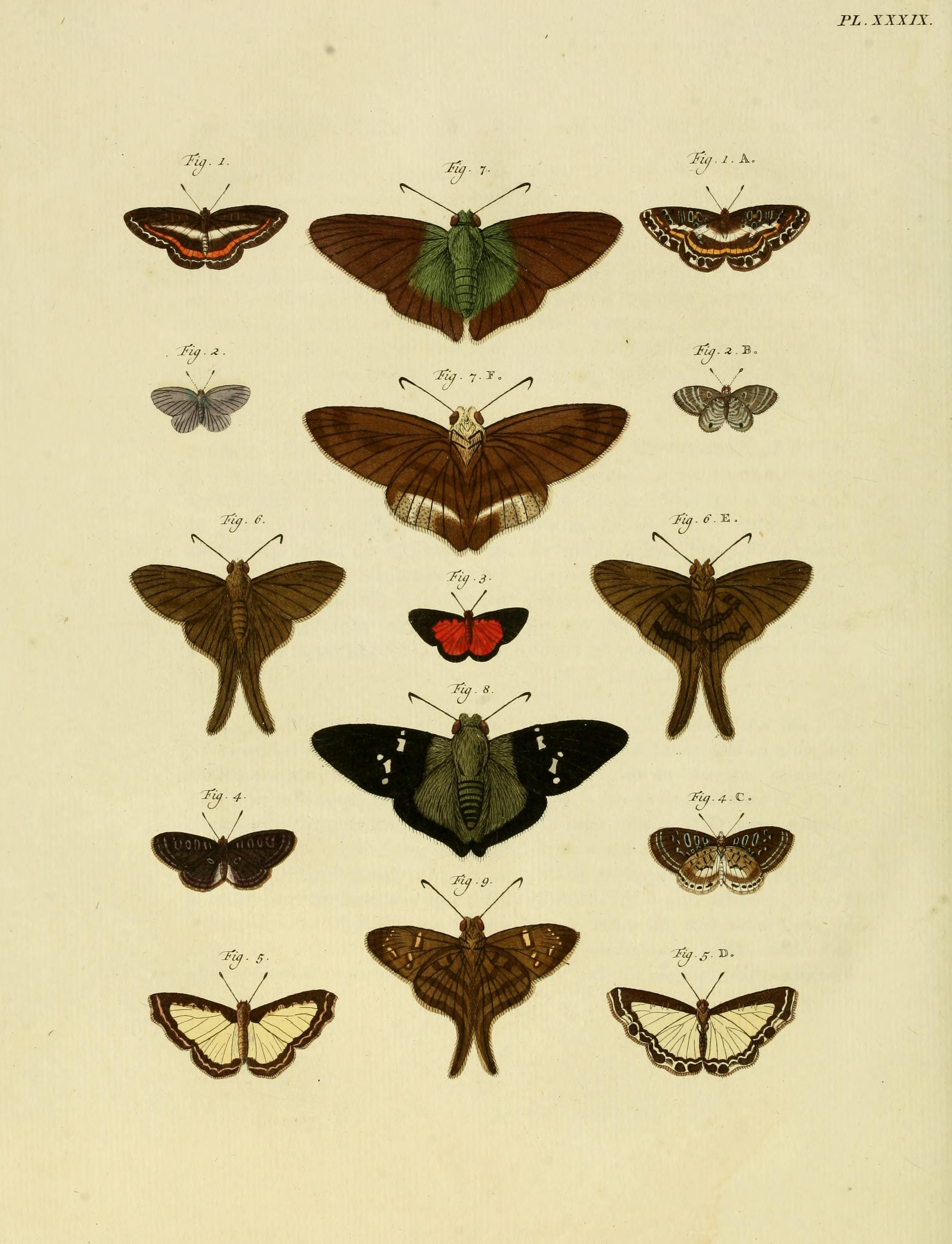